# Gulf Tower
La Gulf Tower es un rascacielos de 177 metros en el centro de la ciudad de Pittsburgh, Pensilvania, Estados Unidos. La torre es uno de los emblemas de la ciudad y lleva el nombre de Gulf Oil Corporation, que fue una de las principales compañías petroleras multinacionales, manteniéndose entre las 10 empresas más grandes de Estados Unidos. 
Fue construida como sede de la Gulf Oil Company y se le llamó Gulf Building (más tarde fue apodada Gulf Tower), la estructura fue diseñada por la empresa Trowbridge & Livingston y se completó en 1932 con un coste de 10.5 millones de dólares (155.7 en dólares en la actualidad). En 1981 3100 personas trabajaban allí. El remate del rascacielos sigue el modelo del Mausoleo de Halicarnaso con pirámide escalonada. El edificio fue catalogado como Monumento Histórico de la Fundación de Historia y Monumentos de Pittsburgh en 1973.
El 13 de junio de 1974, se detonó una bomba en el piso 29 de la Gulf Tower. La organización Weather Underground se atribuyó el mérito del ataque, alegando que fue en protesta por la participación de Gulf Oil en las regiones ricas en petróleo afectadas por la Guerra de Independencia de Angola.
Antes de finales de la década de 1970, toda la estructura de  la parte superior del edificio fue iluminada con neón, cambiando de color para proporcionar un pronóstico del tiempo que se podía ver a muchos kilómetros. Este concepto fue desarrollado por el director del edificio Edward H. Heath.

| Predecesor: Grant Building | Edificio más alto de Pittsburgh 1932-1970 | Sucesor: U.S. Steel Tower |

| Predecesor: Ayuntamiento de Filadelfia | Edificio más alto de Pensilvania 1932-1970 | Sucesor: U.S. Steel Tower |